# マックス・モーロック
マックス・モーロック (Max Morlock) こと、マクシミリアン・モーロック（Maximilian Morlock, 1925年5月11日 - 1994年9月10日）は、ドイツ出身の元サッカー選手。ポジションはフォワード。

## 経歴
少年時代に地元のアイントラハト・ニュルンベルクでサッカーを学ぶと、1940年に1.FCニュルンベルクへ入団。1948年と1961年にはドイツ選手権、1962年にはDFBポカール制覇に貢献するなど、ブンデスリーガ創設前のドイツサッカー界で900試合以上に出場しおよそ700得点を記録した。またブンデスリーガ創設初年度には38歳になっていたが、リーグ戦21試合に出場した。
西ドイツ代表としては1950年11月22日のスイス戦で代表デビューをすると、1954年のFIFAワールドカップ・スイス大会優勝に貢献。決勝のハンガリー戦では得点を決めている。1958年12月28日に行われたエジプトとの親善試合で代表を退くまで国際Aマッチ26試合に出場し21得点を記録した。
1994年9月10日に癌により死去、69歳没。

## 個人タイトル
- ドイツ年間最優秀選手賞　1回（1961年）